# 沿ドニエストル共和国軍
沿ドニエストル共和国軍（えんドニエストルきょうわこくぐん、ルーマニア語：Forțele armate ale Republicii Moldoveneřti Nistrene、モルドバキリル文字：Форцеле армате але Републичий Молдовенешть Нистрене、ロシア語：Вооружённые силы Приднестровской Молдавской Республики、ウクライナ語：Збройні сили Придністровської Молдавської Республіки）は、未承認国家沿ドニエストル共和国の軍隊。同国の国防省の傘下にある。
沿ドニエストル共和国軍は、沿ドニエストル共和国憲法第11条に基づき、沿ドニエストル共和国の主権と独立を維持するために、1991年9月6日に創設された。

## 歴史
1991年9月6日、沿ドニエストル共和国最高会議は、沿ドニエストル共和国に軍事部隊の結成を求める決議を採択した。その結果、沿ドニエストル共和国警備隊が設置された。
モルドバ共和国親衛隊 (1991年9月3日以降はモルドバ軍) の直接の対応組織として、1991年12月にはドゥベサリ市においてモルドバ軍を撃退した。1991年末までには、ほとんどの組織編成を完結した。
1992年3月に勃発したトランスニストリア戦争に際して、ロシア陸軍第14軍の支援を受けた人民民兵が創設された。1992年末までには国防省、参謀本部、個々の部隊および政府機関、関連サービスの整備が完了した。
1993年3月14日、沿ドニエストル共和国警備隊は沿ドニエストル共和国軍に発展改組された。

## 組織
5,000人の現役兵士と、20,000人の予備役により構成されている。

### 指導部

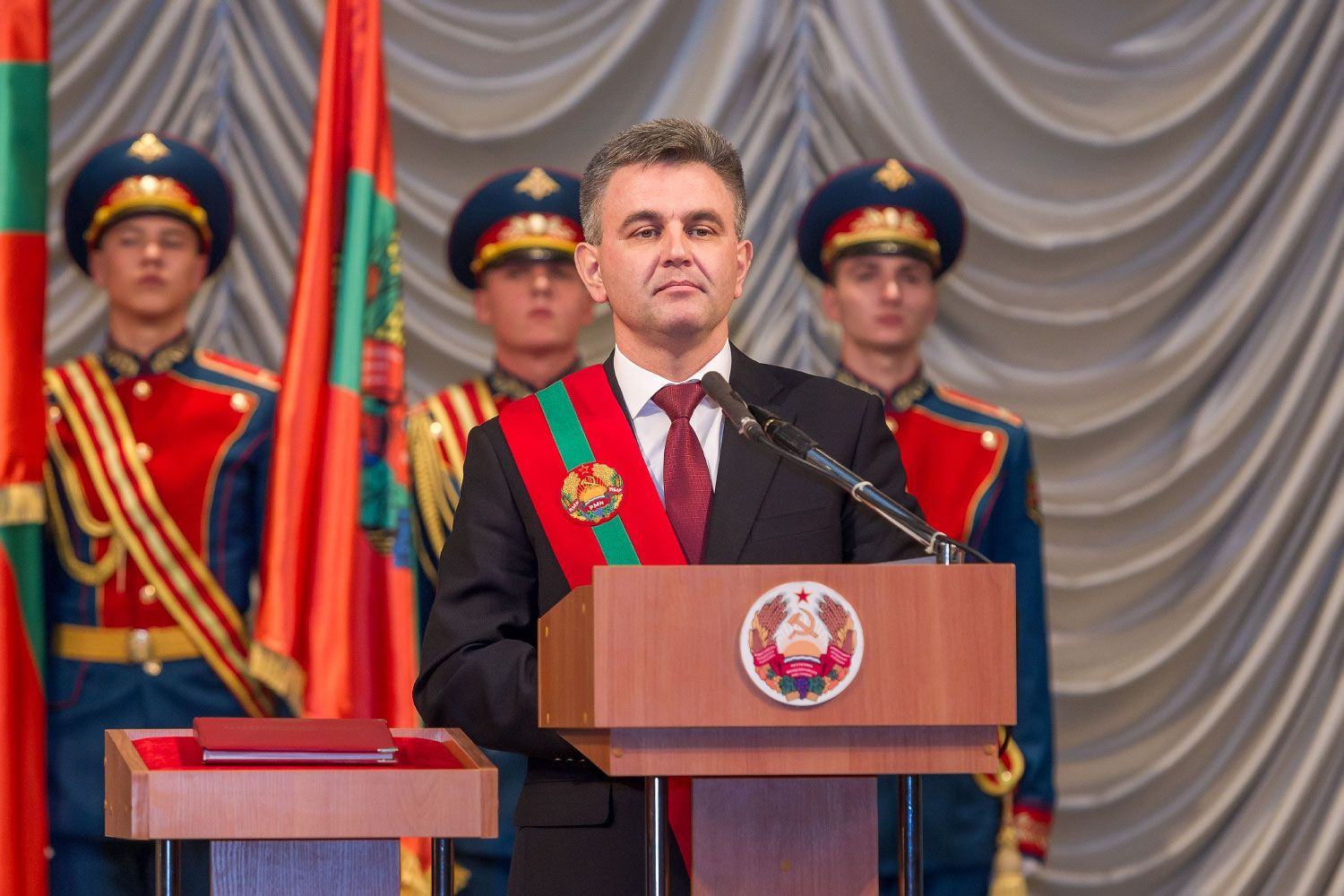
ワジム・クラスノセリスキー大統領

- 最高司令官、沿ドニエストル共和国大統領ワジム・クラスノセリスキー
- 沿ドニエストル共和国国防大臣、オレグ・オブルチコフ少将
- 沿ドニエストル共和国軍参謀総長、セルゲイ・ゲラシュテンコ大佐

### 現役部隊
- 第1親衛自動車化歩兵旅団(ティラスポリ)
- 第2自動車化歩兵旅団(ベンデル)
- 第3自動車化歩兵旅団(ルィブニツァ)
- 第4自動車化歩兵旅団(ドゥベサリ)
- 第1独立航空分遣隊
- 戦車大隊
- 砲兵連隊
- 防空連隊
- 特殊作戦大隊
- 治安大隊
- 諜報中隊
- 空挺歩兵部隊

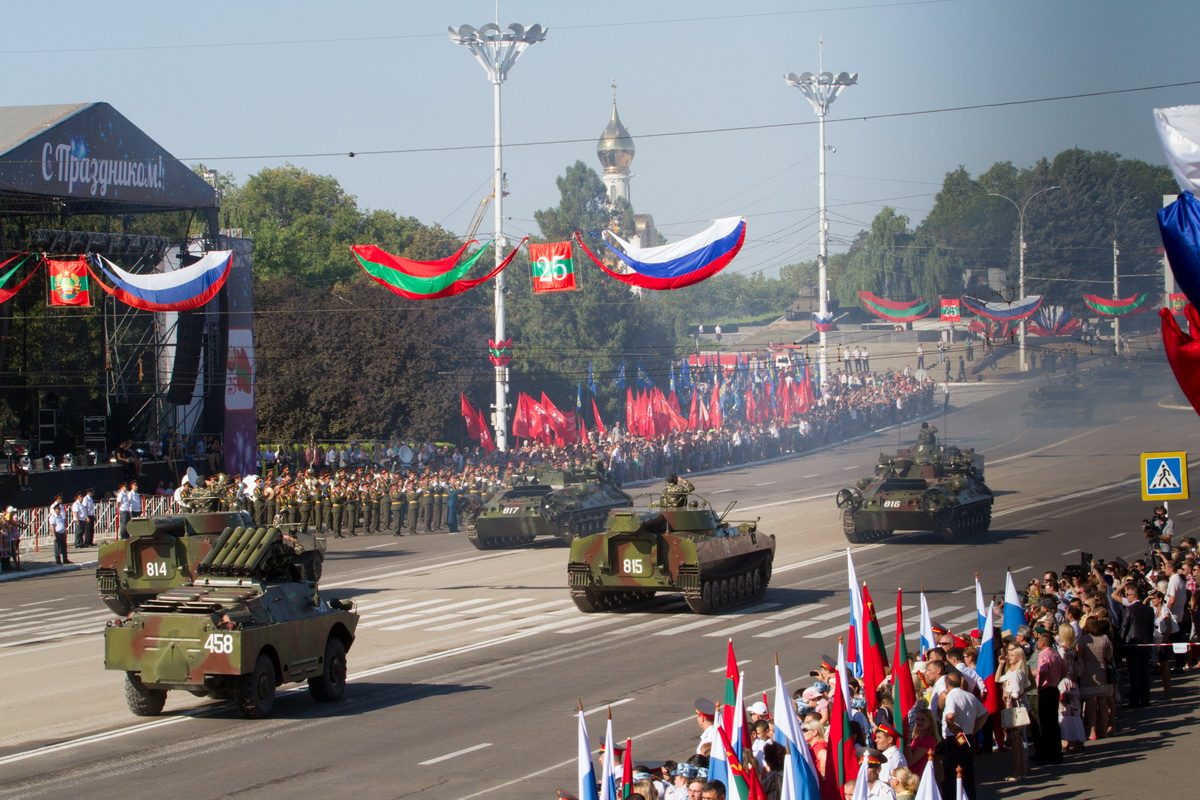
2015年の軍事パレード

その他コバスナに展開している在モルドバ共和国沿ドニエストル地域ロシア軍作戦集団から必要に応じて支援を受けている。

### その他の部隊

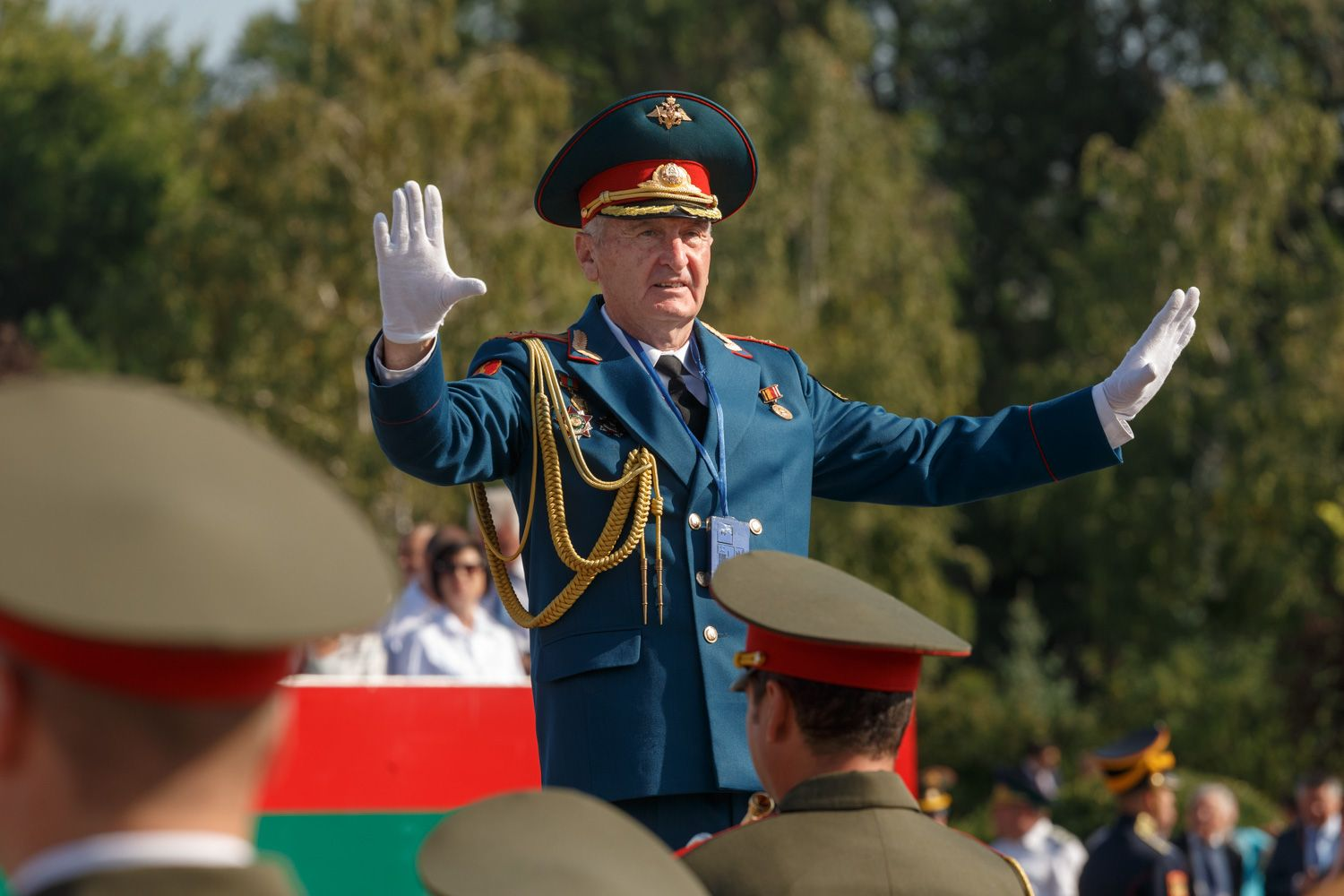
参謀本部軍楽隊指揮者ヴィタリー・ヴォイノフ大佐

- 参謀本部、沿ドニエストル共和国軍の指揮と管理を担当している。国防省から伝達される軍事戦略を実施することを任務としている。
- 沿ドニエストル共和国儀仗隊、1997年11月6日設立。国賓などに対する儀仗を実施する。
- 参謀本部軍楽隊
- 平和維持部隊

### 教育機関

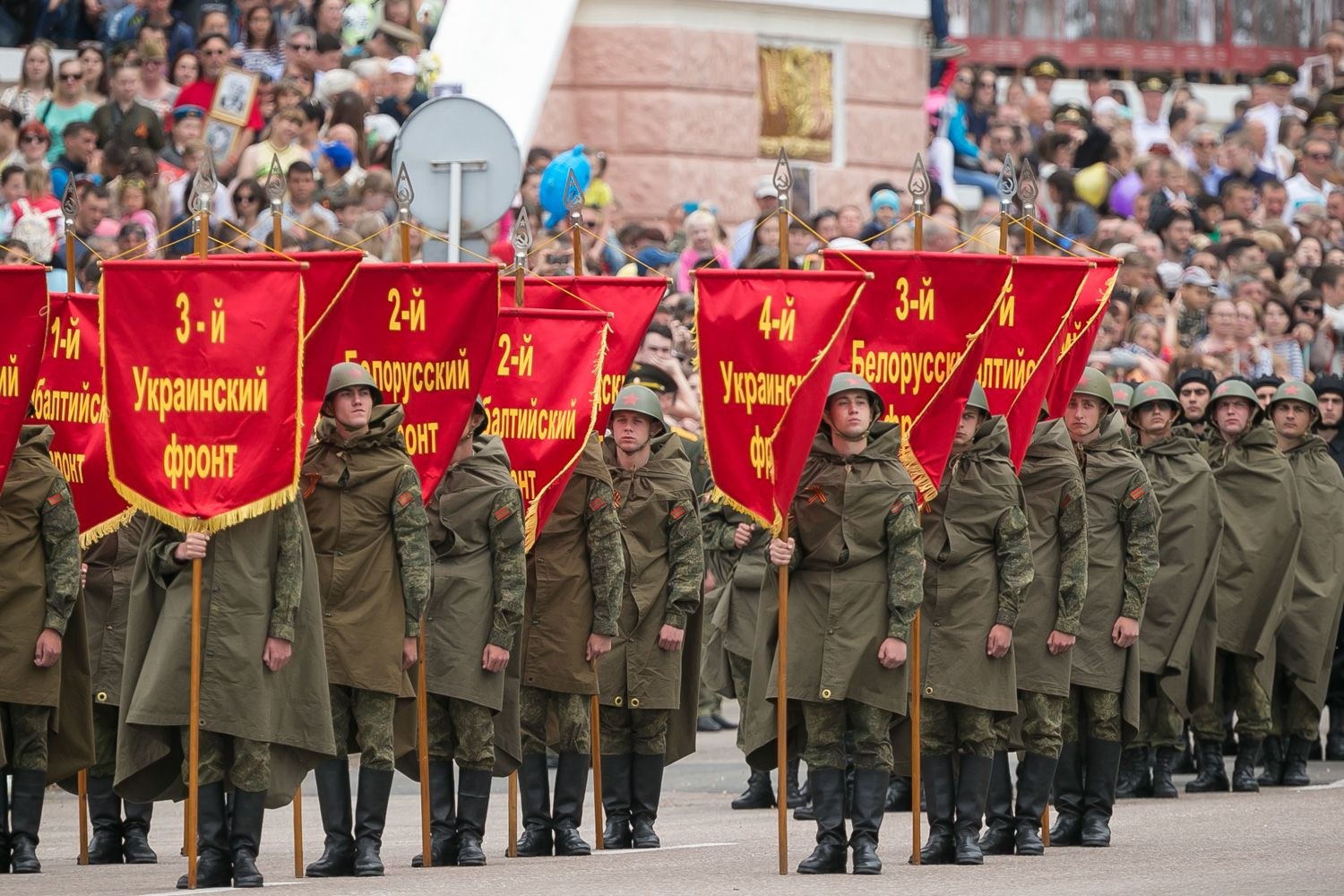
伝統歴なパレード用制服を着用した国防省軍事研究所の士官候補生

- 国防省軍事研究所、1993年5月に設置された沿ドニエストル共和国軍では最も古い教育機関。
- 軍事専門家のための基礎教育コース
- ティラスポリ・スヴォーロフ軍事学校
- グリゴリー・ポチョムキン共和党士官候補生隊

## 準軍事組織
- 国家保安省（ロシア語版、ルーマニア語版、英語版）
  - 国境警備隊
  - デルタ独立特殊任務大隊（ロシア語版）
- 内務省（ロシア語版、英語版）
  - ドニエストル独立特殊任務旅団（ロシア語版）

## 装備

空軍部隊のラウンデル

| 名称                               | 原産国               | 運用数 | 備考                           |
| 戦車                               | 戦車                 | 戦車   | 戦車                           |
| ---------------------------------- | -------------------- | ------ | ------------------------------ |
| T-64BV                             | ソ連                 | 18輌   |                                |
| 装甲戦闘車両                       |                      |        |                                |
| BRDM-1                             | ソ連                 |        |                                |
| BRDM-2                             | ソ連                 |        |                                |
| MT-LB                              | ソ連                 |        |                                |
| GT-MU                              | ソ連                 |        |                                |
| GT-MU 73mm自走砲                   | 沿ドニエストル共和国 |        |                                |
| 自走対戦車ミサイル                 |                      |        |                                |
| 9P148                              | ソ連                 |        |                                |
| 歩兵戦闘車                         |                      |        |                                |
| BMP-1P                             | ソ連                 |        | ごく少数を運用                 |
| BMP-2 Obr.1984                     | ソ連                 |        | ごく少数を運用                 |
| 装甲兵員輸送車                     |                      |        |                                |
| BTR-50                             | ソ連                 |        |                                |
| BTR-60PB                           | ソ連                 |        |                                |
| BTR-70                             | ソ連                 |        | 自走対戦車ミサイルとしても運用 |
| BTR-80                             | ソ連                 |        |                                |
| BTRG-127 バンブルビー              | 沿ドニエストル共和国 |        |                                |
| 歩兵機動車                         |                      |        |                                |
| トランスヴィー                     | 沿ドニエストル共和国 |        |                                |
| テクニカル・高速攻撃車輌           |                      |        |                                |
| ラーダ「ニーヴァ」                 | 沿ドニエストル共和国 |        |                                |
| UAZ-469                            | ソ連                 |        |                                |
| 指揮通信車両                       |                      |        |                                |
| BMP-1KSh                           | ソ連                 |        | 野戦指揮車                     |
| R-145BM1                           | ソ連                 |        | 統合指揮通信車                 |
| BTR-60 PU-12M                      | ソ連                 |        | 防空指揮車                     |
| R-409                              | ソ連                 |        | 無線中継車                     |
| 工兵・支援車輌                     |                      |        |                                |
| BAT-2                              | ソ連                 |        | 重戦闘工兵車                   |
| IRM「ジューク」                    | ソ連                 |        | 工兵偵察車                     |
| UR-77「メテリオット」              | ソ連                 |        | 地雷除去車                     |
| PTS                                | ソ連                 |        | 水陸両用輸送車                 |
| PTS-2                              | ソ連                 |        | 水陸両用輸送車                 |
| GMZ-3                              | ソ連                 |        | 地雷敷設車                     |
| PMZ-4                              | ソ連                 |        | 地雷敷設車                     |
| PZM-2                              | ソ連                 |        | 塹壕掘削車                     |
| BMK-130M/BMK-150                   | ソ連                 |        | 牽引モーターボート             |
| 牽引砲                             |                      |        |                                |
| D-44 88mm師団砲                    | ソ連                 |        |                                |
| MT-12 100mm対戦車砲                | ソ連                 |        |                                |
| KS-19 100mm高射砲                  | ソ連                 |        |                                |
| 多連装ロケット                     |                      |        |                                |
| S1T 122mm MRL                      | 沿ドニエストル共和国 |        |                                |
| S2T 122mm MRL                      | 沿ドニエストル共和国 |        |                                |
| 牽引式対空砲                       |                      |        |                                |
| ZPU-1 14.5mm 対空機関砲            | ソ連                 |        |                                |
| ZPU-2 14.5mm 対空機関砲            | ソ連                 |        |                                |
| ZPU-4 14.5mm 対空機関砲            | ソ連                 |        |                                |
| ZU-23 23mm 対空機関砲              | ソ連                 |        |                                |
| AZP S-60 57mm 対空機関砲           | ソ連                 |        |                                |
| 自走対空砲                         |                      |        |                                |
| MT-LB NSV 12.7mm連装自走対空機関砲 | 沿ドニエストル共和国 |        |                                |
| Ural-4320 ZPU-2搭載型              | 沿ドニエストル共和国 |        |                                |
| ZIL-131 ZU-23搭載型                | 沿ドニエストル共和国 |        |                                |
| レーダー                           |                      |        |                                |
| P-12                               | ソ連                 |        |                                |
| ヘリコプター                       |                      |        |                                |
| Mi-8                               | ソ連                 | 1機    |                                |
| Mi-24                              | ソ連                 | 1機    |                                |